# Daniel Buira
Daniel "Dani" Buira es un baterista y percusionista argentino. Es integrante y fundador del grupo musical argentino Los Piojos, en el que estuvo hasta el año 2000, pero volvió en 2024 tras el regreso de la banda. También fundó la escuela de percusión La Chilinga en 1995, y ha participado en discos de diversos artistas, como Juan Carlos Cáceres, Fabiana Cantilo y Vicentico.

## Carrera musical

### Los Piojos
En 1988, Buira junto a Diego Chávez (más adelante reemplazado por Andres Ciro Martínez), Miguel Ángel Rodríguez, Pablo Guerra (más adelante reemplazado por Gustavo Kupinski) y Daniel Fernández formó Los Piojos, banda en la que se desempeñó como baterista y percusionista. Por su estilo, fue fundamental en el desarrollo del sonido característico del grupo en sus primeros discos, en los que fusionaron rock con ritmos rioplatenses como la murga y el candombe. Entre sus composiciones para la banda se destacan: "Cancheros", escrito junto a Ciro para Chactuchac (1992); "Te diría", cuya letra escribió junto a Ciro para Ay ay ay (1994); y los temas "Desde lejos no se vé" y "Buenos tiempos", que escribió junto a Ciro y Kupinski para el disco Azul (1998). El último disco en el que participó con la banda fue Ritual (1999), una colección de presentaciones en vivo de la banda. En el año 2000, tras una pelea con Kupinski[cita requerida], abandona la banda. Tres años tras su partida, Los Piojos incluyeron un viejo tema compuesto junto a Buira previamente a su partida, "Motumbo", en el disco Máquina de sangre (2003).

### La Chilinga
En 1995, al regresar de un viaje a Brasil, Buira fundó la escuela de percusión La Chilinga, que en la actualidad, ésta cuenta con más de 900 alumnos, 30 profesores de percusión y 5 sedes (Florencio Varela, Quilmes, Villa Bosch, Palomar y Saavedra). Además de enseñar, se desempeña como director de tambores de la banda de la escuela, que lleva editados cinco discos: Percusión (1998), Viejos Dioses (2001), Muñequitos del tambor (2004), Raíces (2007) y Banda Fantasma (2010). Además, La Chilinga ha grabado junto a músicos como Pedro Aznar, Juan Carlos Cáceres, Pol Neiman, Calle 13, Los Cafres, Peteco Carabajal, Kevin Johansen, Fito Páez, Duo Coplanacu, Mercedes Sosa y Diego Torres entre tantos artistas.

### Otros proyectos
Como percusionista invitado, Buira ha colaborado con artistas como Arbolito y Fabiana Cantilo (en Hija del rigor, de 2007). Además, junto a Juan Subirá, fue productor artístico de los discos Carnaval Porteño. Se desempeñó como baterista del proyecto solista de Vicentico. Buira también armó una banda con músicos amigos, llamada No Bailo, que fusiona rock con percusión.

## Discografía
| Disco                   | Banda       | Año  | Tipo    |
| ----------------------- | ----------- | ---- | ------- |
| Chactuchac              | Los Piojos  | 1992 | Estudio |
| Ay ay ay                | Los Piojos  | 1994 | Estudio |
| 3er arco                | Los Piojos  | 1996 | Estudio |
| Azul                    | Los Piojos  | 1998 | Estudio |
| Ritual                  | Los Piojos  | 1999 | En Vivo |
| Percusión               | La Chilinga | 1998 | Estudio |
| Viejos Dioses           | La Chilinga | 2001 | Estudio |
| Muñequitos del Tambor   | La Chilinga | 2004 | Estudio |
| Raíces                  | La Chilinga | 2007 | Estudio |
| Banda Fantasma          | La Chilinga | 2010 | Estudio |
| Los Rayos               | Vicentico   | 2004 | Estudio |
| En Vivo en el Luna Park | Vicentico   | 2005 | DVD     |
| Los Pájaros             | Vicentico   | 2006 | Estudio |

## Videografía
| Año  | Videoclip                           | Banda      |
| ---- | ----------------------------------- | ---------- |
| 1993 | Yira Yira                           | Los Piojos |
| 1994 | Babilonia                           | Los Piojos |
| 1996 | Verano del '92                      | Los Piojos |
| 1996 | Maradó                              | Los Piojos |
| 1998 | El Balneario de los Doctores Crotos | Los Piojos |